# Elizabeth King-Mills
Elizabeth King-Mills, född 1805, död 1829, var en sångförfattare.
King-Mills finns bland annat representerad i Svenska Missionsförbundets sångbok 1920.

## Psalmer
- Vi talar om sällhetens land alternativt Vi tala om himmelens fröjder (SMF 1920 nr 446) översatt av Erik Nyström.